# Luis Jerónimo de Oré
Luis Jerónimo de Oré y Rojas (Huamanga, 1554 - Concepción, 1630) fue un sacerdote franciscano criollo nacido durante las primeras épocas del Virreinato del Perú. Fue hijo del conquistador y encomendero canario Antonio de Oré Río y de Luisa Díaz Rojas, hija de Pedro Díaz, encomendero de Azángaro. 

## Primeros años
La infancia de Luis Jerónimo transcurrió entre esta ciudad y el pueblo de Canaria, obraje que fundó su padre y adonde acudían indios de habla quechua y aimara. Sus años en la sierra coinciden con el movimiento del Taki Unquy, iniciado al sur de Huamanga, entre 1565-1566, y con su erradicación, por lo que cabe suponer que vivió un ambiente de intensas campañas evangelizadoras y de profundos sentimientos religiosos en la región.
Su padre se estableció en Huamanga, donde obtuvo una encomienda. Sus cuatro hijos (Antonio, Luis Jerónimo, Pedro y Dionisio) ingresaron a la Orden de San Francisco. Sus cinco hijas también se inclinaron hacia la vida religiosa y Antonio de Oré consiguió los medios para fundar el convento de Santa Clara, el primero en Huamanga y el segundo del virreinato del Perú. Fue él quien instruyó en el latín a sus hijos, lo que les permitió la lectura de textos a Luis Jerónimo y a sus hermanos. Posteriormente, fue corregidor de Huamanga (1571).

## Vida consagrada
Recién ordenado y aún en Lima, Luis Jerónimo de Oré participó en la traducción de los textos producidos por el Tercer Concilio Limense (1582-1583), entre otros, el "Catecismo para instrucción de los indios", el "Confesionario" y diversos textos de instrucción. Producto de esta experiencia, el franciscano publicó en 1598 su obra más influyente y la primera obra de carácter científico escrita en castellano, latín, quechua general y aimara: el Symbolo Catholico Indiano, impreso en Lima en 1598. El libro incluye cánticos quechuas conocidos como Canmi Dios canqui y Capac eterno Dios. Evidentemente, su experiencia de predicador políglota facilitó el trabajo de los evangelizadores durante la colonia. En su obra, Oré propugnó que los indígenas peruanos debían ser enseñados no sólo con canto llano (el gregoriano), sino también con polifonía, por maestros competentes. Debían estudiar música "porque toda esta música estudia el camino para su conversión". Como es de suponer, al ser un libro impreso y no reproducido a través de copias manuales, este libro fue un éxito editorial para la época.
En Nápoles publicó "Rituale seu Manuale Peruanum" (1607), un manual políglota en las lenguas quechua, aimara y puquina para clérigos que trabajaran en las Indias. Durante su estancia en Europa, Oré reclutó a sacerdotes para la "conquista" espiritual de La Florida, ya que fue nombrado comisario de esa provincia franciscana, a la que viajó en varias ocasiones. En 1612, visitó al Inca Garcilaso de la Vega en Córdoba. Hacia 1617, publicó en Madrid la "Relación de los mártires que a avido en las provincias de la Florida" sobre los Mártires Franciscanos de Georgia.

## Episcopado
Después de esta etapa, Luis Jerónimo de Oré es nombrado obispo de la Arquidiócesis de la Santísima Concepción en su antigua sede de Concepción (Chile), cuando dicha ciudad se ubicaba en la actual comuna de Penco. Asumió este cargo en 1623 y estuvo en él hasta 1630.
Durante su visita pastoral, llegó al archipiélago meridional de Chiloé, un enclave español al sur del territorio araucano, donde residió un año junto con misioneros jesuitas. Entonces, su labor evangelizadora se vio enfrentada a la autoridad civil. Solicitó una nueva política evangelizadora en una respuesta dirigida a Felipe IV, en la que pedía una aproximación menos militar hacia los indomables araucanos, con sacerdotes mejor entrenados para trabajar en esa región. Oré convocó el II Sínodo diocesano de la Concepción para mejorar la formación del clero y hacer más eficaz en esa remota zona (1625-1626). Luis Jerónimo de Oré murió en Chile el 30 de enero de 1630.

## Obras
Entre sus obras destacaron la Relación de la vida y milagros de San Francisco Solano (quien sería canonizado en 1726), obra hagiográfica; la Orden de enseñar la doctrina Cristiana en las lenguas Quichua y Aymara (1598) y Corona de la Sacratísima Virgen María (1619).
Asimismo, se sabe que tuvo listos para la imprenta dos textos que se han perdido: Arte y Bocabulario en las dos lenguas quichua y aimará, y un Sermonario de los dominicos y fiestas del año en las dos lenguas quichua y aimará.

### Obras propias
- Luis Jerónimo de Oré "Relación de la vida y milagros de San Francisco Solano"
- Luis Jerónimo de Oré "Orden de enseñar la doctrina Cristiana en las lenguas Quichua y Aymara" (1598)
- Luis Jerónimo de Oré "Corona de la Sacratísima Virgen María" (1619).
- Luis Jerónimo de Oré Symbolo catholico indiano en el cual se declaran los mysterios de la fe contenidos en los tres symbolos catholicos, apostólico, niceno, y de S. Athanasio ...Descripción 	193 h. Antonio Ricardi, 1598[2]

### Obras en las que es citado
- "Historia de la República del Perú" de Jorge Basadre Grohmann, Diario "El Comercio", Lima, Perú, 2005 ISBN 9972-205-62-2 (Obra Completa).
- "El Perú en los tiempos modernos" de Julio R. Villanueva Sotomayor, Diario "Ojo", Lima, Perú, 2002, Depósito Legal N.º 1501032002-1041 INDECOPI.